# Паррал (Огайо)
Паррал (англ. Parral) — селище (англ. village) в США, в окрузі Таскарвас штату Огайо. Населення — 205 осіб (2020).

## Географія
Паррал розташований за координатами 40°33′39″ пн. ш. 81°29′42″ зх. д. / 40.56083° пн. ш. 81.49500° зх. д. (40.560945, -81.494971).  За даними Бюро перепису населення США в 2010 році селище мало площу 0,47 км², уся площа — суходіл.

## Демографія
Згідно з переписом 2010 року, у селищі мешкало 218 осіб у 100 домогосподарствах у складі 65 родин. Густота населення становила 467 осіб/км².  Було 106 помешкань (227/км²).
Расовий склад населення:
| - 95,0 % — білих - 0,5 % — чорних або афроамериканців - 1,8 % — осіб інших рас |

До двох чи більше рас належало 2,8 %. Частка іспаномовних становила 2,3 % від усіх жителів.
За віковим діапазоном населення розподілялося таким чином: 17,4 % — особи молодші 18 років, 62,9 % — особи у віці 18—64 років, 19,7 % — особи у віці 65 років та старші. Медіана віку мешканця становила 49,0 року. На 100 осіб жіночої статі у селищі припадало 107,6 чоловіків;  на 100 жінок у віці від 18 років та старших — 114,3 чоловіків також старших 18 років.
Середній дохід на одне домашнє господарство  становив 53 592 долари США (медіана — 36 875), а середній дохід на одну сім'ю — 67 561 долар (медіана — 41 875). Медіана доходів становила 46 667 доларів для чоловіків та 31 250 доларів для жінок. За межею бідності перебувало 21,2 % осіб, у тому числі 41,9 % дітей у віці до 18 років та 6,2 % осіб у віці 65 років та старших.
Цивільне працевлаштоване населення становило 107 осіб. Основні галузі зайнятості: виробництво — 24,3 %, освіта, охорона здоров'я та соціальна допомога — 22,4 %, транспорт — 13,1 %, роздрібна торгівля — 13,1 %.